# Abdullah de Pahang

Bandera del Jefe Supremo del Estado de Malasia.

Al-Sultan Abdullah Ri'ayatuddin Al-Mustafa Billah Shah ibni Sultan Haji Ahmad Shah Al-Musta'in Billah (Pekan, 30 de julio de 1959) el 16.º Gobernante Supremo de Malasia y el 6.º sultán de Pahang. Fue miembro del Consejo de la FIFA de 2015 a 2019. Fue proclamado Sultán el 15 de enero de 2019, sucediendo a su padre, el Sultán Ahmad Shah de Pahang, cuya abdicación se decidió en una reunión del Consejo Real el 11 de enero. El 24 de enero de 2019, días después de su acceso al trono de Pahang, fue elegido como el 16.º Yang di-Pertuan Agong de Malasia. Prestó juramento el 31 de enero.

## Primeros años
Es el primer hijo varón de Paduka Ayahanda, el sultán Ahmad Shah de Pahang y de su primera esposa, Tengku Ampuan Afzan. Él es el cuarto hijo entre ocho hermanos. Su hermana mayor es Tengku Meriam. Tengku Abdullah comenzó su educación en St. Thomas School, Kuantan, y continuó en Aldenham School y Davis College, Londres.

### Tengku Mahkota y Regente de Pahang
Antes de convertirse en Sultán de Pahang en enero de 2019, Abdullah ocupó el cargo de Tengku Mahkota (Príncipe heredero), un cargo que le fue otorgado por su padre en 1975. Abdullah ocupó el cargo durante 44 años antes de convertirse en Sultán en enero de 2019. Aparte de eso, Abdullah fue también nombrado Regente de Pahang dos veces, por primera vez cuando su padre fue elegido Yang di-Pertuan Agong el 26 de abril de 1979 hasta el 25 de abril de 1984. En 2016, cuando la salud de su padre se deterioró, Abdullah nuevamente actuó como Regente.

## Reinado de Malasia
El 24 de enero de 2019, la Conferencia de Gobernadores eligió a Sultan Abdullah como el decimosexto Yang di-Pertuan Agong de Malasia para reemplazar al Sultan Mohamed V de Kelantan, quien renunció semanas antes. El 31 de enero de 2019, el sultán Abdullah prestó juramento como el 16.º rey de Malasia en una ceremonia pública cuando asumió oficialmente la residencia de Istana Negara, Jalan Tuanku Abdul Halim.
La Conferencia de Gobernadores también eligió al Sultán Nazrin Muizzuddin Shah de Perak como Yang di-Pertuan Agong. Con respecto a la regencia de Pahang durante el mandato del Sultán Abdullah como el Yang di-Pertuan Agong, el deber de gobernar el estado fue otorgado al hijo de Sultán Abdullah, Tengku Hassanal Ibrahim, quien fue proclamado Tengku Mahkota y Regente de Pahang el 29 de enero de 2019.
Actualmente, el Consejo del Consejo de Estado de Pahang lo asiste en el desempeño de sus funciones, encabezado por el hermano mayor mayor del sultán Abdullah, que también es tío de Tengku Hassanal, Tengku Abdul Rahman Ibni Sultan Haji Ahmad Shah. Tengku Mahkota Hassanal Ibrahim Shah aún continúa sus estudios en la Real Academia Militar de Sandhurst, Reino Unido.
Curiosamente, mientras él es hijo del 7.º Yang di-Pertuan Agong, su consorte es hija del 8.º.

## Familia
Se casó por primera vez en la mezquita estatal Sultán Abu Bakar, Johor Bahru, el 6 de marzo de 1986, con la tercera hija del Sultán Iskandar de Johor con su primera esposa, Enche 'Besar Hajah Kalsom binti Abdullah (nacida Josephine Ruby Trevorrow) K.D.Y.T.M. Tunku Hajah Azizah Aminah Maimunah Iskandariah binti Sultan Iskandar Al-Haj, (nacida en el Istana Bukit Stulang, Johor Bahru, 5 de agosto de 1960). Ella fue creada Tengku Puan, además de su título de Johor de Paduka Putri Tunku. en 1986. Es una de las hermanas del actual Sultán Ibrahim Ismail de Johor. Tienen cuatro hijos y dos hijas en común.
Se casó, en segundo lugar, en 1991 con Cik Puan Julia Rais (nacida en Kota Bharu, Kelantan, 19 de febrero de 1971), una exactriz, hija de Abdul Rais. Tienen tres hijas en común.

## Ancestros
|  |                                                                |  |  |  |  |  |  |  |  |  |  |  |  |  |  |  |
|  | 16. Sultán Ahmad al-Muadzam Shah de Pahang (= 12, 22)          |  |  |  |  |  |  |  |  |  |  |  |  |  |  |  |
|  |                                                                |  |  |  |  |  |  |  |  |  |  |  |  |  |  |  |
|  |                                                                |  |  |  |  |  |  |  |  |  |  |  |  |  |  |  |
|  | 8. Sultán Abdullah al-Mu'tassim de Pahang                      |  |  |  |  |  |  |  |  |  |  |  |  |  |  |  |
|  |                                                                |  |  |  |  |  |  |  |  |  |  |  |  |  |  |  |
|  |                                                                |  |  |  |  |  |  |  |  |  |  |  |  |  |  |  |
|  | 17. Cik Kusuma binti Tok Minal Daeng Koro                      |  |  |  |  |  |  |  |  |  |  |  |  |  |  |  |
|  |                                                                |  |  |  |  |  |  |  |  |  |  |  |  |  |  |  |
|  |                                                                |  |  |  |  |  |  |  |  |  |  |  |  |  |  |  |
|  | 4. Sultán Abu Bakar de Pahang                                  |  |  |  |  |  |  |  |  |  |  |  |  |  |  |  |
|  |                                                                |  |  |  |  |  |  |  |  |  |  |  |  |  |  |  |
|  |                                                                |  |  |  |  |  |  |  |  |  |  |  |  |  |  |  |
|  | 18. Yang Berbahagia Tun Abdullah, de Pulau Duyung (Terengganu) |  |  |  |  |  |  |  |  |  |  |  |  |  |  |  |
|  |                                                                |  |  |  |  |  |  |  |  |  |  |  |  |  |  |  |
|  |                                                                |  |  |  |  |  |  |  |  |  |  |  |  |  |  |  |
|  | 9. Kalsum, de Pulau Duyung (Terengganu)                        |  |  |  |  |  |  |  |  |  |  |  |  |  |  |  |
|  |                                                                |  |  |  |  |  |  |  |  |  |  |  |  |  |  |  |
|  |                                                                |  |  |  |  |  |  |  |  |  |  |  |  |  |  |  |
|  | 2. Sultán Ahmad Shah de Pahang                                 |  |  |  |  |  |  |  |  |  |  |  |  |  |  |  |
|  |                                                                |  |  |  |  |  |  |  |  |  |  |  |  |  |  |  |
|  |                                                                |  |  |  |  |  |  |  |  |  |  |  |  |  |  |  |
|  | 20. Sultán Idris Shah I de Perak                               |  |  |  |  |  |  |  |  |  |  |  |  |  |  |  |
|  |                                                                |  |  |  |  |  |  |  |  |  |  |  |  |  |  |  |
|  |                                                                |  |  |  |  |  |  |  |  |  |  |  |  |  |  |  |
|  | 10. Sultán Iskandar de Perak                                   |  |  |  |  |  |  |  |  |  |  |  |  |  |  |  |
|  |                                                                |  |  |  |  |  |  |  |  |  |  |  |  |  |  |  |
|  |                                                                |  |  |  |  |  |  |  |  |  |  |  |  |  |  |  |
|  | 21. Cik Ngah Manah binti Manda Duwayat                         |  |  |  |  |  |  |  |  |  |  |  |  |  |  |  |
|  |                                                                |  |  |  |  |  |  |  |  |  |  |  |  |  |  |  |
|  |                                                                |  |  |  |  |  |  |  |  |  |  |  |  |  |  |  |
|  | 5. Fatima, Princesa de Perak                                   |  |  |  |  |  |  |  |  |  |  |  |  |  |  |  |
|  |                                                                |  |  |  |  |  |  |  |  |  |  |  |  |  |  |  |
|  |                                                                |  |  |  |  |  |  |  |  |  |  |  |  |  |  |  |
|  | 22. Sultán Ahmad al-Muadzam Shah de Pahang (= 12, 16)          |  |  |  |  |  |  |  |  |  |  |  |  |  |  |  |
|  |                                                                |  |  |  |  |  |  |  |  |  |  |  |  |  |  |  |
|  |                                                                |  |  |  |  |  |  |  |  |  |  |  |  |  |  |  |
|  | 11. Nong Fatima, Princesa de Pahang                            |  |  |  |  |  |  |  |  |  |  |  |  |  |  |  |
|  |                                                                |  |  |  |  |  |  |  |  |  |  |  |  |  |  |  |
|  |                                                                |  |  |  |  |  |  |  |  |  |  |  |  |  |  |  |
|  | 23. Fatima, Princesa de Pahang                                 |  |  |  |  |  |  |  |  |  |  |  |  |  |  |  |
|  |                                                                |  |  |  |  |  |  |  |  |  |  |  |  |  |  |  |
|  |                                                                |  |  |  |  |  |  |  |  |  |  |  |  |  |  |  |
|  | 1. Al-Sultan Abdullah de Pahang                                |  |  |  |  |  |  |  |  |  |  |  |  |  |  |  |
|  |                                                                |  |  |  |  |  |  |  |  |  |  |  |  |  |  |  |
|  |                                                                |  |  |  |  |  |  |  |  |  |  |  |  |  |  |  |
|  | 24. Ali, Bendahara Sri Maharajá de Pahang                      |  |  |  |  |  |  |  |  |  |  |  |  |  |  |  |
|  |                                                                |  |  |  |  |  |  |  |  |  |  |  |  |  |  |  |
|  |                                                                |  |  |  |  |  |  |  |  |  |  |  |  |  |  |  |
|  | 12. Sultán Ahmad al-Muadzam Shah de Pahang (= 16, 22)          |  |  |  |  |  |  |  |  |  |  |  |  |  |  |  |
|  |                                                                |  |  |  |  |  |  |  |  |  |  |  |  |  |  |  |
|  |                                                                |  |  |  |  |  |  |  |  |  |  |  |  |  |  |  |
|  | 25. Encik Long binti Esah, Encik Puan Lingga                   |  |  |  |  |  |  |  |  |  |  |  |  |  |  |  |
|  |                                                                |  |  |  |  |  |  |  |  |  |  |  |  |  |  |  |
|  |                                                                |  |  |  |  |  |  |  |  |  |  |  |  |  |  |  |
|  | 6. Muhammad, Príncipe de Pahang                                |  |  |  |  |  |  |  |  |  |  |  |  |  |  |  |
|  |                                                                |  |  |  |  |  |  |  |  |  |  |  |  |  |  |  |
|  |                                                                |  |  |  |  |  |  |  |  |  |  |  |  |  |  |  |
|  | 26. Haji Muhammad Talib, de Semantan                           |  |  |  |  |  |  |  |  |  |  |  |  |  |  |  |
|  |                                                                |  |  |  |  |  |  |  |  |  |  |  |  |  |  |  |
|  |                                                                |  |  |  |  |  |  |  |  |  |  |  |  |  |  |  |
|  | 13. Cik Hajjah Fatima Talib                                    |  |  |  |  |  |  |  |  |  |  |  |  |  |  |  |
|  |                                                                |  |  |  |  |  |  |  |  |  |  |  |  |  |  |  |
|  |                                                                |  |  |  |  |  |  |  |  |  |  |  |  |  |  |  |
|  | 3. Afzan, Princesa de Pahang                                   |  |  |  |  |  |  |  |  |  |  |  |  |  |  |  |
|  |                                                                |  |  |  |  |  |  |  |  |  |  |  |  |  |  |  |
|  |                                                                |  |  |  |  |  |  |  |  |  |  |  |  |  |  |  |
|  | 28. Idris, Príncipe de Terengganu                              |  |  |  |  |  |  |  |  |  |  |  |  |  |  |  |
|  |                                                                |  |  |  |  |  |  |  |  |  |  |  |  |  |  |  |
|  |                                                                |  |  |  |  |  |  |  |  |  |  |  |  |  |  |  |
|  | 14. Mustafa, Príncipe de Terengganu, Tengku Muda               |  |  |  |  |  |  |  |  |  |  |  |  |  |  |  |
|  |                                                                |  |  |  |  |  |  |  |  |  |  |  |  |  |  |  |
|  |                                                                |  |  |  |  |  |  |  |  |  |  |  |  |  |  |  |
|  | 7. Aisha Mandak, Princesa de Terengganu                        |  |  |  |  |  |  |  |  |  |  |  |  |  |  |  |
|  |                                                                |  |  |  |  |  |  |  |  |  |  |  |  |  |  |  |
|  |                                                                |  |  |  |  |  |  |  |  |  |  |  |  |  |  |  |
|  | 30. Haji Wan Yusuf Puteh, de Bukit Bayas (Kelantan)            |  |  |  |  |  |  |  |  |  |  |  |  |  |  |  |
|  |                                                                |  |  |  |  |  |  |  |  |  |  |  |  |  |  |  |
|  |                                                                |  |  |  |  |  |  |  |  |  |  |  |  |  |  |  |
|  | 15. Wan Salama Puteh                                           |  |  |  |  |  |  |  |  |  |  |  |  |  |  |  |
|  |                                                                |  |  |  |  |  |  |  |  |  |  |  |  |  |  |  |
|  |                                                                |  |  |  |  |  |  |  |  |  |  |  |  |  |  |  |